# Bengt Pohjanen

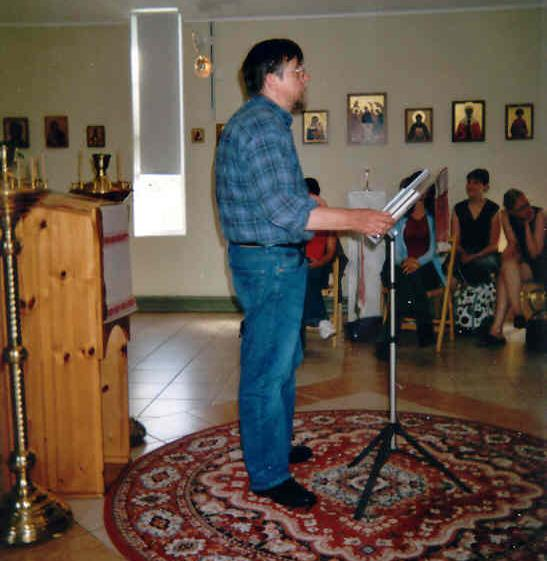
Bengt Pohjanen håller en föreläsning om tornedalsfinskan i sitt dåvarande hem Sirillus, tillika ortodox kyrka, i Överkalix, 2004.

Bengt Erik Pohjanen, under en period Bengt Erik Benedictus Pohjanen (fader Benedikt som ortodox präst), född 26 juni 1944 i byn Kassa i Pajala församling, Norrbottens län, är en svensk (tornedalsk) författare, översättare och präst. Pohjanen har doktorerat vid Stockholms universitet, där han även i början av 1980-talet var lektor i finska språket och litteraturen. Han är hedersdoktor vid Uleåborgs universitet. Pohjanen är gift med bildkonstnären Monika Pohjanen och far till författaren Lina Stoltz. Han är bosatt i Luleå.

## Biografi
Pohjanen växte upp i byn Kassa nära den finska gränsen och var från början meänkielispråkig. Faderns släkt var ateister, medan moderns var laestadianer. Uppväxten präglades av kollisionerna mellan dessa livshållningar, men även av släktens berättartalanger.
Efter studentexamen vid gymnasiet i Haparanda 1965, och därefter studier vid Uppsala universitet, blev Pohjanen teologie kandidat 1970 och prästvigd. Han blev år 1979 filosofie doktor i finska med en litteraturvetenskaplig doktorsavhandling om Antti Hyrys författarskap. 
Vid 39 års ålder valde Pohjanen, som hade skrivit sedan trettonårsåldern, att bli författare istället för att fortsätta en akademisk karriär.
År 2004 vigdes Bengt Pohjanen till östortodox kristen präst i Paris och fick då namnet fader Benedikt. Innan Pohjanen konverterade till den östortodoxa kyrkan (Konstantinopels ekumeniska patriarkat) 1984 var han präst i Svenska kyrkan. Som evangelisk-luthersk präst tjänstgjorde han i Malmbergets, Muonionalusta och Överkalix församlingar. Han avsade sig prästämbetet i Svenska kyrkan efter en konflikt med domkapitlet i Luleå stift.[källa behövs]
Bengt Pohjanen var bror till den 38-årige polisassistenten Holger Pohjanen som sköts till döds i tjänst av en 19-årig man under ett ingripande i Gällivare den 17 juni 1984. Bengt har sedermera förlåtit sin brors mördare, och ätit en middag med honom.

## Författarskap
Bengt Pohjanen skriver romaner, dramatik, filmmanuskript, sånger, dikter och libretton på  svenska, meänkieli och finska. Flera av hans verk berör ämnen om læstadianismen och Korpelarörelsen. Ett annat genomgående tema är smuggling.  Pohjanen har också skrivit om våld och brott i sin roman Silvertorpeden (1993). Romanen fick Svenska Deckarakademins diplom 1993.
Pohjanen har regisserat filmen Fylla moppe som bygger på en text ur hans självbiografiska romanserie Smugglarkungens son (Norstedts 2007) och Tidens tvång (Norstedts 2009). Även kortfilmen Barnavännen bygger på en text av Bengt Pohjanen. 
Pohjanen har skrivit flera romaner, teaterpjäser och dikter på meänkieli samt översatt bland annat delar av Bibeln till det språket. Han har tagit initiativet till och grundat Meän akateemi – Academia Tornedaliensis. Tillsammans med Matti Kenttä har han skrivit en grammatik för språket, Meänkielen kramatiikki, och tillsammans med språkvetaren Eeva Muli har han utarbetat den första grammatikan på svenska för meänkieli. Bengt Pohjanen har, i samband med Smugglaroperan, tagit initiativet till bildandet av den första gränsöverskridande teatern, Meänmaan Teatteri, vars aktörer och medlemmar rekryteras från båda sidor om gränsen. 2009 tog han initiativet till den första och enda helt meänkielispråkiga tidskriften Meänmaa som utkommer med fyra nummer per år.
Tillsammans med tonsättaren och domkyrkoorganisten Fredrik Sixten har Pohjanen skapat verket En svensk Markuspassion, den första svenska passionsmusiken, vartill Bengt Pohjanen har författat elva koraltexter samt två koraltexter till inledningskör respektive slutkör. Verket uruppfördes i april 2004. I november 2007 uruppfördes Fredrik Sixtens och Bengt Pohjanens Requiem i Maria Magdalena kyrka i Stockholm med Ragnar Bohlin som dirigent.
Sveriges Radio P1 sände år 2010 Pohjanens självbiografiska bok  Smugglarkungens son, vars handling tilldrager sig utefter svensk-finska gränsen.
Tidens tvång (Norstedts 2009) utgör fortsättningen på Pohjanens självbiografi. I den får vi följa Pänktti genom realskolan i Pajala och gymnasiet i Haparanda.
Bengt Pohjanen fick den 28 februari 2010 ta emot Hans Majestät Konungens medalj för "betydelsefull författargärning inom flera språkområden". 2010 erhöll Pohjanen även Eyvind Johnsonpriset samt Kalevalasällskapets pris för sitt arbete med att skapa ett skriftspråk av meänkieli, liksom för sina insatser för finsk kultur. 
Bengt Pohjanen har även skrivit diktsamlingen Flyende dikter - Karkaavia runoja (2012), på meänkieli. Året därpå tolkade han dikterna till svenska. Några av dikterna blev översatta till olika språk. År 2024 blir Pohjanens dikt Född utan språk den första att läsas på meänkieli, i Sveriges Radios äldsta radioprogram Dagens dikt.

### Operatrilogi
Tillsammans med den finländske kompositören Kaj Chydenius har Pohjanen skrivit och satt upp tre operaföreställningar. Den första operan, Smugglaroperan, sattes upp i finska Pello 2004 och i svenska Övertorneå 2005. Den andra delen, Læstadiusoperan, spelades på Kengis bruk 2007 och 2008. Den avslutande och största delen, Krigsoperan, sattes upp som utomhusteater i Haparanda sommaren 2009.

### Romaner
- 1979 – Och fiskarna svarar Guds frid
- 1981 – Ropandes röst
- 1984 – Kasaland
- 1985 – Lyykeri
- 1988 – Dagning, röd!
- 1989 – Lugern
- 1992 – Silvertorpeden
- 1992 – Land i lågor
- 1995 – Himlalots
- 1995 – Dödens ängar
- 1996 – Söte Jesus
- 1998 – Kristallarken
- 1999 – Helvetets bakre vägg
- 2003 – Trevliga djävlar
- 2007 – Smugglarkungens son
- 2008 – Murhaballaadi
- 2008 – Jopparikuninkhaan poika (Smugglarkungens son på meänkieli)
- 2009 – Tidens tvång

### Lyrik
- 1986 – Kamos i hjärtat av vintern
- 2004 – Gränsvind
- 2007 – Jokos lorut lapoit lophuun, Kalevala på meänkieli, de fyra första sångerna
- 2009 – Käki kukku mulle ennen, Kalevala på meänkieli, sångerna 5–8
- 2010 – Naturligt fångat – nära älven(med Marianne Berglund)
- 2010 – Flyende dikter - karkaavia runoja(dikter på många språk)

### Facklitteratur/Essäistik
- 1979 – Med seende ögon, en studie i Antti Hyrys författarskap
- 1996 – Meänkielen kramatiikki (medförfattare Matti Kenttä)
- 2000 – På ett litet men vilar ett helt millennium
- 2005 – Meänkieli rätt och lätt (medförfattare Eeva Mul)
- 2006 – Gränsens tredje rum, en samling krönikor från Haparandabladet
- 2007 – Nous – utkast till en noetisk filosofi
- 2007 – Den tornedalsfinska litteraturen – Från Kexi till Liksom
- 2009 – Den tornedalsfinska litteraturen II – Från Kalkkimaa till Hilja Byström
- 2011 – Tungan mitt i munnen – Kieli keskelä suuta

### Dramatik
- 1987 – Kuutot
- 1988 – Kosackens offer
- 1992 - Ikonmålaren eller Människans väg
- 2004 – En svensk Markuspassion
- 2004 – Smugglaroperan
- 2007 – Læstadiusoperan
- 2008 – Sånger från Matojärvi
- 2009 – Krigsoperan
- 2014 – Kysstid på Luppioberget

### Översättningar till svenska
- 1981 – Niilo Rauhala: Mellan snön och solen: dikter (Rabén & Sjögren)
- 1983 – Antti Tuuri: Ån strömmar genom staden (Joki virtaa läpi kaupungin) (Norstedt)
- 1984 – Matti Rossi: Hitom hjärtat är ännu afton: dikter (Rabén & Sjögren)
- 1985 – Antti Tuuri: En dag i Österbotten (Pohjanmaa) (Norstedt)
- 1986 – Hannu Mäkelä: Drömmen om lyckan nummer 5: dikter (Rabén & Sjögren)
- 1989 – Antti Tuuri: Vinterkriget (Talvisota) (Norstedt)

### Översättningar till meänkieli (urval)
- 1994 – Älä sie, vaimo, tähhään tuki: Juhaneksen evanjeeliymmi (Bibeln. N.T. Johannesevangeliet) (Kaamos)
- 1995 – Sven Nordqvist: Pannukakkothoortta (Pannkakstårtan) (Kaamos)
- 1995 – Ulf Löfgren: Jäntty ja Jöötte-hiiri (Ludde och musen Göte) (Kaamos)
- 1995 – Astrid Lindgren: Eemelin eesotot (Ur Än lever Emil i Lönneberga) (Kaamos)
- 2000 – Tulkaa tekki fölhjyyn: evankeeljumit meänkielelä (Bibeln. N.T. Evangelierna) (Kaamos)
- 2007 – Jokos lorut lapoit lophuun: neljä laulua Kalevalasta meänkielelä (Kalevala) (Barents Publisher)
- 2014 – Lina Stoltz: Huomena uusi päivä (I morgon är allt som vanligt) (Barents Publisher)

## Priser och utmärkelser
- 1982 – Rörlingstipendiet
- 1988 – Östersunds-Postens litteraturpris
- 1993 – Ivar Lo-priset
- 1994 – Ture Nerman-priset
- 1995 – Rubus arcticus
- 1998 – Dan Andersson-priset
- 1998 – Hedersdoktor vid Uleåborgs universitet
- 2000 – Hedersledamot vid Norrlands nation i Uppsala[18]
- 2006 – Olof Högberg-plaketten
- 2008 – De Nios Vinterpris
- 2009 – Norrländska Socialdemokratens kulturpris[19]
- 2010 – H.M. Konungens medalj i 8. storleken i högblått band[20]
- 2010 – Eyvind Johnsonpriset
- 2010 – Kalevalaseura-säätiös pris[21]
- 2011 – Sparbanken Nords kulturpris
- 2016 - SKUM
- 2023 - ISOF: Minoritetsspråkpriset[22]